# Comic Costume Race
Comic Costume Race er en britisk stumfilm fra 1896 af Robert W. Paul.